# Randrup Lindholt
Randrup Phanuelsen Lindhol(d)t (22. november 1880 i København-1952), var en dansk atlet (løber) og kontorist. Han løb for Østerbro-klubben Københavns FF og vandt et dansk mesterskab; 1 mile 1909, samme år satte han dansk rekord på 1500 meter med 4,28,0.
Randrup Lindholts forældre Phanuel Andersen og Ane Kirstine Petersen tog navnet Lindhol(d)t efter deres fødeby Lindholt i Ringkjøbing Amt.

## Danske mesterskaber
- Guld 1909 1 mile 5,07,6
- Sølv 1908 1 mile ?
- Bronze 1906 ½ mile ?